# Jacques d’Itri
Jacques d’Itri, Giacomo d’Itri (zm. 30 marca 1393) – włoski duchowny katolicki, kardynał z okresu wielkiej schizmy zachodniej, w latach 1358–1359 biskup Ischi, w latach 1359–1363 biskup Martirano. W latach 1363–1378 arcybiskup metropolita Otranto. Od 1376 do 1378 tytularny łaciński patriarcha Konstantynopola.

## Życiorys
W 1358 został mianowany biskupem Ischi. 22 marca 1359 został przeniesiony na stanowisko biskupa Martirano. 20 grudnia 1363 przestał pełnić tę funkcję, gdyż został mianowany arcybiskupem metropolitą Otranto. Od 1 sierpnia 1376 również był tytularnym łacińskim Patriarchą Konstantynopola. Pełnił tę obydwie d funkcję do 18 grudnia 1378. Tegoż dnia został dołączony do grona kardynałów przez antypapieża Klemensa VII. Przydzielono mu kościół tytularny Santa Prisca (do 1387), później zaś Santa Prassede (od 1387 do 1393). Zmarł w 1393 roku.